# City Botanic Gardens
Les City Botanic Gardens sont un des principaux espaces verts de Brisbane, en Australie. S'étendant sur près de 18 hectares, ce poumon vert dominé par les imposants gratte-ciel du centre d'affaires borde les rives du fleuve Brisbane.
Premier véritable espace vert de Brisbane, les jardins botaniques de la City (à ne pas confondre avec les jardins botaniques de Brisbane (en), sur les pentes du mont Coot-tha (en)) sont aménagés dès 1828 par Charles Fraser, à proximité immédiate des potagers des forçats. Il faut cependant attendre 1855 pour que le botaniste Walter Hill aménage un véritable parc d'agrément, baptisé « Queens Park », planté de bunyas (toujours visibles de nos jours), de palmiers, de ficus, de jacarandas, de bambous et de flamboyants, et agrémenté de nombreuses espèces florales.
Une partie des rives du fleuve Brisbane a été conquise par une petite mangrove. Une passerelle en bois serpente au milieu des palétuviers (espèce protégée), où nombre d'espèces endémiques ont trouvé refuge (hérons, pluviers...)
La proximité du fleuve est propice aux inondations saisonnières, le parc ayant été partiellement submergé à huit reprises entre 1870 et 1974. De nombreuses essences ayant souffert de ces aléas climatiques, un nouveau jardin botanique a été aménagé en 1976 sur les contreforts du Mont Coot-tha.